# Flames of war
Flames of War – turowa gra bitewna, produkcji firmy Battlefront, dostosowana do rozgrywania bitew figurkami. Gra została stworzona w celu rozgrywania bitew historycznych mających miejsce podczas II wojny światowej. Jej realizm oraz mnogość zasad umożliwiają graczom rozegranie znacznej liczby scenariuszy.

## Zasady gry
Tak jak większość gier bitewnych, Flames of War wykorzystuje naprzemienne tury graczy, każda podzielona na 4 fazy:
- Faza początku tury (zbieranie oddziałów, testy psychologii)
- Faza ruchu
- Faza strzelania
- Faza szturmu (walki wręcz)

W grze uczestniczą 2 lub więcej armie, najczęściej o równej wartości punktowej, każda złożona wedle określonego schematu organizacyjnego (tzw. Brefningu). Takich schematów w grze istnieje po kilkanaście – kilkadziesiąt (jest to zależne od używanej nacji, okresu wojny, czy używanego podręcznika) reprezentujących różne rodzaje wojsk (pancerne, piechotę, spadochroniarzy, komandosów, wojska inżynieryjne itd.). W ramach każdego takiego schematu gracz ma różne możliwości złożenia armii wedle dostępnych opcji i swoich potrzeb.
Gra dzieli okres II wojny światowej na 3 części:
- Okres Wczesny (early) 1939–1941
- Okres Średni (mid) 1942–1943
- Okres Późny (late) 1944–1945

W zależności od rozgrywanego okresu dostępne są rodzaje wojsk i pojazdów, różne są też koszty (np. czołg Tygrys Wermachtu w okresie „mid war” kosztuje 385 pkt., w okresie „late war” 215, a w okresie „early war” jest całkowicie niedostępny).
Obecnie obowiązuje III edycja gry i następujące podręczniki:
Dla okresu Wczesnej wojny:
- Blitzkrieg, opisujący kampanię wrześniową i francuską. Zawiera zasady dla wojsk niemieckich, polskich, francuskich i brytyjskich.
- Hellfire and Back, opisujący wczesne zmagania w Afryce. Zawiera zasady dla wojsk niemieckich (Afrika Korps), brytyjskich (8 Armia) i włoskich.

Dla okresu średniej wojny:
- Ostfront, zasady do walk na froncie wschodnim, zarówno Niemcy i ich sojusznicy (Włochy, Rumunia, Węgry i Finlandia), jak i Związek Radziecki
- Afrika, zasady do walk w Egipcie, Libii, Tunezji i wczesnej fazy kampanii włoskiej. Opisane są armie niemiecka, włoska, brytyjska, amerykańska oraz siły Commonwealthu
- Mid-War Monsters, zasady maszyn eksperymentalnych, takich jak czołg M-6, KW-5, TOG czy wóz pancerny Boarhound
- North Africa, ulepszona wersja podręcznika Afrika, wydana w 2009
- Eastern Front, ulepszona wersja podręcznika Ostfront, wydana w 2010.

Dla okresu późnej wojny:
- Festung Europa, standardowe schematy organizacyjne dla wojsk amerykańskich, brytyjskich, niemieckich i radzieckich, m.in. kompanie pancerne, oddziały zmotoryzowane i kompanie piechoty.
- D Minus 1, opisująca działania spadochroniarzy brytyjskich i amerykańskich poprzedzające Dzień D.
- D-Day, zasady do kampanii w Normandii, wliczając lądowanie na plażach i walki w żywopłotach.
- Bloody Omaha, zasady do wojsk amerykańskich i niemieckich walczących na plaży Omaha.
- Villers-Bocage, zasady dla niemieckich i alianckich wojsk pancernych walczących pod Villers-Bocage, m.in. Michaela Wittmana.
- Monty's Meatgrinder, zasady armii niemieckiej i brytyjsko/kanadyjskiej walczącej pod Caen. Książka ta jako pierwsza zniosła limitacje wsparcia korpusów od liczby bazowych plutonów.
- Cobra, the Normandy Breakout, zasady dla wojsk pancernych SS i amerykańskich, walczących w czasie operacji Cobra.
- Stalin's Onslaught, zasady wojsk radzieckich i niemieckich biorących udział we wczesnej fazie operacji Bagration takie jak niemiecka 78. Sturmdivision, radziecki 8. samodzielny batalion karny, czy pułk czołgów IS-2. To pierwsza z serii trzech książek koncentrujących się na operacji Bagration.
- Fortress Europe, wydana 15 listopada 2008, jest nową ulepszoną wersją podręcznika Festung Europa, z poprawionymi błędami i nowymi opcjami.
- Hammer & Sickle, druga z serii 3 książek koncentrujących się na operacji Bagration. Opisuje bitwę o Mińsk i sowieckie gwardyjskie dywizje pancerne (w tym jedną opartą na Shermanach) i niemiecką "Sperrverbandę" (siły zaporowe) oraz 505-ty batalion czołgów ciężkich Tygrys.
- Firestorm - Bagration, podręcznik od kampanii koncentrującej się na operacji Bagration.
- River Of Heroes, trzecia z serii 3 książek koncentrujących się na operacji Bagration. Opisuje sowieckich saperów szturmowych, 3-ci korpus pancerny, oddziały ciężkich dział samobieżnych, oraz niemiecki 3 i 5 dywizję pancerną SS.
- Hell's Highway, pierwsza z serii książek o operacji Market-Garden koncentrująca się na niemieckich spadochroniarzach i brytyjskich dywizjach gwardii.
- A Bridge too Far, druga z serii książek o operacji Market-Garden koncentrująca się na bitwach o Oosterbeek i Arnhem. Zasady dla spadochroniarzy aliantów (w tym brygady Sosabowskiego) i 9 oraz 10 dywizji pancernej SS.
- Firestorm - Market Garden, podręcznik od kampanii koncentrującej się na operacji Market-Garden.
- Dogs & Devils, starcia we Włoszech w 1944. Zasady dla amerykańskich sił szturmowych oraz niemieckich batalionów ciężkich dział samobieżnych Ferdynand i Dywizji Herman Göring.
- Stalin's Europe, radziecka ofensywa na Węgry i Rumunię w 1944, zasady dla radzieckiego 9 i 30 Korpusu Gwardyjskiego (m.in. kompania pancerna na ulepszonych Shermanach czy oddziały szturmowe do walk w miastach), oraz siły węgierskie (kompania czołgów, dział samobieżnych, ochotnicza kompania piechoty), rumuńskich (kompania piechoty) i niemieckich (13 Dywizja Pancerna Feldherrnhalle) oraz zasady walk w miastach.

Dodatkowo w pierwszej edycji ukazały się:
- First Edition Rulebook – bazowe schematy armii dla ZSRR, Niemiec, Anglii, USA i Włoch oraz księga zasad.
- Diving Eagles – spadochroniarze niemieccy
- Old Ironsides – piechota i czołgi USA
- Hitler's Fire Brigade – niemieckie wojska pancerne i zmotoryzowane na froncie wschodnim
- Desert Rats – wojska brytyjskie na terenie Afryki
- Desert Fox – niemiecki Afrika Korps
- Stalingrad – piechota radziecka i niemiecka, jak również snajperzy i walka miejska ogólnie.
- Stars & Stripes – siły amerykańskie
- For King and Country – wojska brytyjskie w tym commonwealth (Nowa Zelandia, Indie, Australia itp.)
- Avanti Savoia – wojska włoskie
- Za Stalina – sowieckie siły pancerne i kawaleryjskie.